# Гринвіч (переписна місцевість, Коннектикут)
Гринвіч (англ. Greenwich) — переписна місцевість (CDP) в США, в окрузі Ферфілд штату Коннектикут. Населення — 13 836 осіб (2020).

## Географія
Гринвіч розташований за координатами 41°1′33″ пн. ш. 73°37′50″ зх. д. / 41.02583° пн. ш. 73.63056° зх. д. (41.025851, -73.630502).  За даними Бюро перепису населення США в 2010 році переписна місцевість мала площу 11,48 км², з яких 10,65 км² — суходіл та 0,83 км² — водойми.

## Демографія
Згідно з переписом 2010 року, у переписній місцевості мешкали 12 942 особи в 5779 домогосподарствах у складі 3247 родин. Густота населення становила 1127 осіб/км².  Було 6548 помешкань (570/км²).
Расовий склад населення:
| - 80,9 % — білих - 7,8 % — азіатів - 4,9 % — чорних або афроамериканців - 0,1 % — корінних американців - 3,7 % — осіб інших рас |

До двох чи більше рас належало 2,5 %. Частка іспаномовних становила 13,9 % від усіх жителів.
За віковим діапазоном населення розподілялося таким чином: 21,7 % — особи молодші 18 років, 60,5 % — особи у віці 18—64 років, 17,8 % — особи у віці 65 років та старші. Медіана віку мешканця становила 42,9 року. На 100 осіб жіночої статі у переписній місцевості припадало 85,1 чоловіків;  на 100 жінок у віці від 18 років та старших — 80,6 чоловіків також старших 18 років.
Середній дохід на одне домашнє господарство  становив 201 104 долари США (медіана — 83 824), а середній дохід на одну сім'ю — 269 693 долари (медіана — 117 619). Медіана доходів становила 81 875 доларів для чоловіків та 60 313 долари для жінок. За межею бідності перебувало 7,4 % осіб, у тому числі 7,4 % дітей у віці до 18 років та 6,9 % осіб у віці 65 років та старших.
Цивільне працевлаштоване населення становило 6627 осіб. Основні галузі зайнятості: фінанси, страхування та нерухомість — 20,4 %, освіта, охорона здоров'я та соціальна допомога — 17,1 %, науковці, спеціалісти, менеджери — 13,0 %, роздрібна торгівля — 9,5 %.